# Centertown (Tennessee)
Centertown – miasto w Stanach Zjednoczonych, w stanie Tennessee, w hrabstwie Warren.